# Pfarrhaus (Isen)

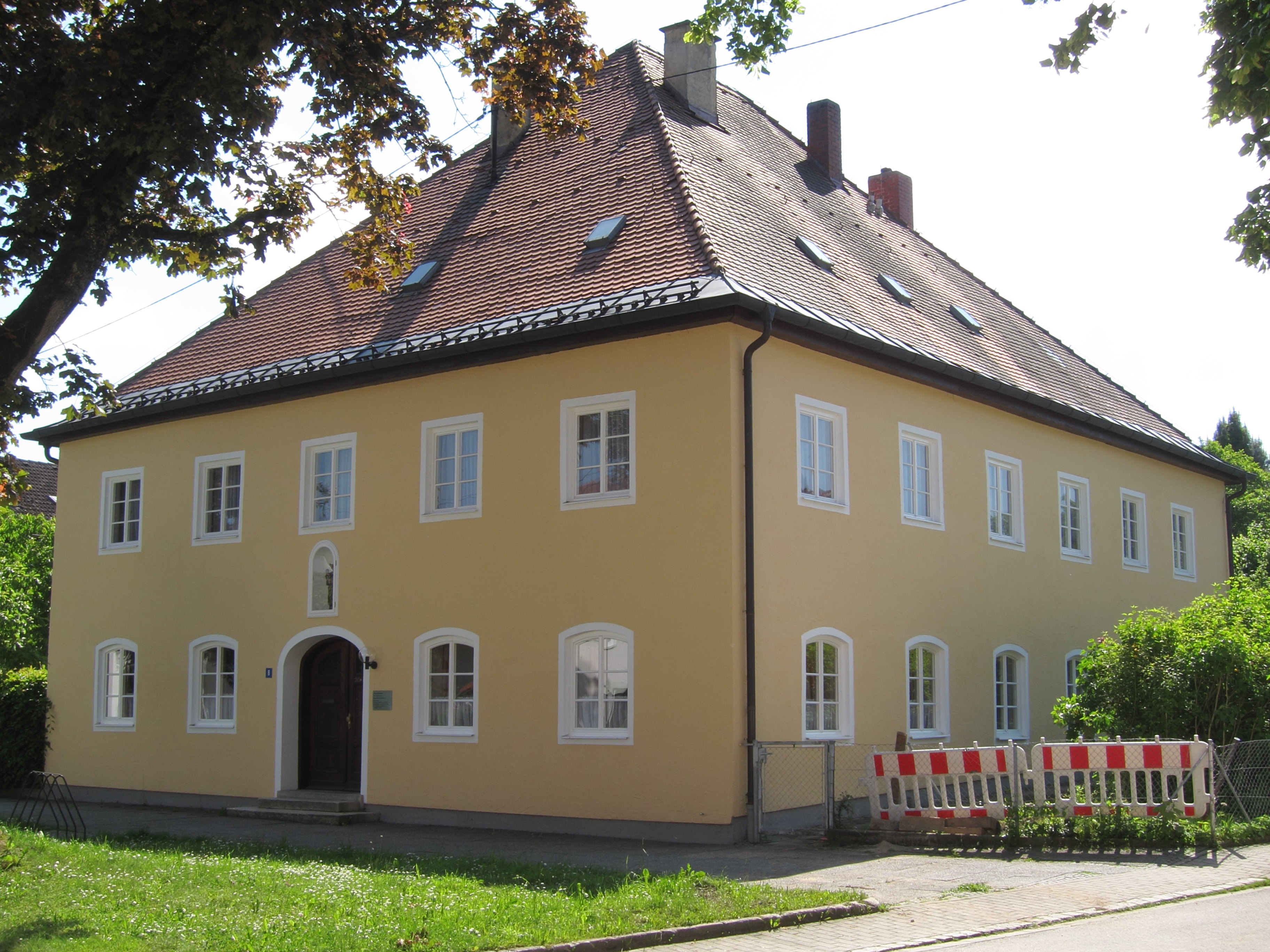
Pfarrhaus in Isen

Das Pfarrhaus in Isen, einer Gemeinde im oberbayerischen Landkreis Erding, wurde Mitte des 18. Jahrhunderts errichtet. Das barocke Pfarrhaus an der Bischof-Josef-Straße 8 ist ein geschütztes Baudenkmal.
Der zweigeschossige kubische Walmdachbau besitzt fünf zu sechs Fensterachsen und ein rundbogigen Eingang, über dem in einer Nische eine Skulptur Madonna und Kind steht.